# Pfarrkirchen bei Bad Hall
Pfarrkirchen bei Bad Hall è un comune austriaco di 2 160 abitanti nel distretto di Steyr-Land, in Alta Austria.